# Ryūjin
Ryūjin (龍神; „Gott der Drachen“) ist der Name eines fiktiven Wesens der japanischen Mythologie. Er wird im Shintō, Buddhismus, Daoismus, Shugendō und im Volksglauben als Kami (神; „Gott“, „Gottheit“, „Göttlicher Geist“) verehrt. Ryūjin ist ein Seedrache und der Mythologie zufolge der „Gebieter der westlichen Meere“.

## Beschreibung
Ryūjin erscheint als gewaltiger Drache mit schlangengleichem Körper, löwenartigen Gesicht mit großem Maul und starr dreinblickenden Kulleraugen. Er residiert der Sage nach in einem Korallenpalast am Meeresboden. Er soll die Fähigkeit haben, sich in einen Menschen verwandeln zu können und der menschlichen Sprache mächtig zu sein. Er habe die Macht, Seebeben und Tsunamis auslösen zu können, Ebbe und Flut zu beherrschen und nach Belieben sämtliche Meeresbewohner zu verhexen und befehligen zu können. Für gewöhnlich sei Ryūjin den Menschen wohlgesinnt, er könne aber auch zu Jähzorn neigen, wenn man unehrlich zu ihm sei oder versuche, unerlaubt seinen Palast zu betreten.

## Mythologie
Ryūjin wurde mit ziemlicher Wahrscheinlichkeit aus der chinesischen Mythologie entlehnt und durch die chinesischen Wassergötter Ao Guang (敖廣) und Ao Qin (敖欽) inspiriert. Er wird oft mit der Gottheit Ōwatatsumi (大綿津見) gleichgesetzt, seltener gar mit Letzterem verwechselt. Ryūjin ist gemäß dem legendären Werk Nihonshoki (日本書紀; „Japans Chroniken in einzelnen Schriften“) aus dem Jahr 720 der Vater von Prinzessin Toyotama-hime (豊玉姫) und Prinzessin Tamayori-hime (玉依姫). Toyotama-hime soll den Ur-Enkel der Sonnengöttin Amaterasu, Hoori-no-Mikoto (火折尊), geheiratet haben. Das Werk Kojiki (古事記; „Aufzeichnung alter Geschehnisse“) aus dem Jahr 718 nennt hingegen Ōwatatsumi als Vater der Prinzessinnen. Daher wohl auch die Verwechselungen und Wirrungen bezüglich der beiden Kami. Ryūjin wird heute als Ujigami (氏族神; „Kami des Clans“) der japanischen Kaiserfamilie verehrt. Er gilt als Schutzpatron der Tennō, der Fischer und Matrosen und der Schwimmer und Taucher.
Ryūjin ist Gegenstand und der Protagonist vieler Sagen und Legenden. Eine der bekanntesten davon ist die Sage um Toyotama-hime und Hoori. Hoori war in Streit mit seinem Bruder geraten, weil Hoori dessen wertvollsten Angelhaken verloren hatte. Toyotama-hime verliebte sich in Hoori und beide heirateten schließlich. Doch Hoori sehnte sich bald zurück nach Hause und hatte wegen seinem Bruder ein schlechtes Gewissen. Er erzählte Ryūjin alles und der Drachengott half ihm, den Angelhaken wiederzufinden. Dann übergab der Kami dem Hoori die „Juwelen von Ebbe und Flut“, mit denen Hoori seinem Bruder gegenübertreten konnte (Letzterer grollte noch immer gegen Hoori wegen des verlorenen Angelhakens). Eine weitere in Japan bekannte Sage erzählt, warum Quallen keine Knochen hätten: Ryūjin war ganz versessen auf Affenleber und so schickte er seinen Quallengeneral los, ihm einen Affen zu beschaffen. Doch als der Quallengeneral einen Affen fand, wurde er ausgetrickst und kehrte mit leeren Händen zum Palast zurück. Hell erzürnt beschimpfte Ryūjin den General als „rückgratlos“ und ließ tatsächlich sämtliche Knochen im Leib des Generals verschwinden. Da hatten sämtliche Quallen im Meer keine Knochen mehr und sollten auch keine mehr bekommen.
Ryūjin wird in ganz Japan, besonders entlang der Westküste verehrt. Schreine mit seinem Namen befinden sich unter anderem in der Präfektur Shiga am Ufer des Biwa-Sees und auf den Inseln Tsushima und Kyūshū.